# Тасзаемка
Тасзаемка (каз. Тасзаемка) — село в Абайском районе Карагандинской области Казахстана. Входит в состав Ильичёвского сельского округа. Код КАТО — 353249500.

## Население
В 1999 году население села составляло 167 человек (83 мужчины и 84 женщины). По данным переписи 2009 года, в селе проживало 79 человек (50 мужчин и 29 женщин).